# Парабельское сельское поселение
Парабельское се́льское поселе́ние — муниципальное образование в Парабельском районе Томской области Российской Федерации.
Административный центр — село Парабель.

## История
Статус и границы сельского поселения установлены Законом Томской области от 15 октября 2004 года № 225-ОЗ О наделении статусом муниципального района, сельского поселения и установлении границ муниципальных образований на территории Парабельского района.

## Население
| 2002  | 2010  | 2012  | 2013  | 2014  | 2015  | 2016  |
| ----- | ----- | ----- | ----- | ----- | ----- | ----- |
| 8602  | ↘7829 | ↘7757 | ↗7795 | ↗7828 | ↗7905 | ↗7984 |
| 2017  | 2018  | 2019  | 2020  | 2021  |       |       |
| ↗8001 | ↗8049 | ↘8039 | ↘7942 | ↘7893 |       |       |

## Состав сельского поселения
| № | Населённый пункт | Тип населённого пункта       | Население |
| - | ---------------- | ---------------------------- | --------- |
| 1 | Бугры            | деревня                      | ↗307      |
| 2 | Вялово           | деревня                      | ↗121      |
| 3 | Голещихино       | деревня                      | ↗90       |
| 4 | Заозеро          | деревня                      | ↗22       |
| 5 | Кирзавод         | посёлок                      | ↗823      |
| 6 | Костарево        | деревня                      | ↘251      |
| 7 | Парабель         | село, административный центр | ↘5907     |
| 8 | Сухушино         | деревня                      | ↗146      |
| 9 | Толмачёво        | село                         | ↘226      |